# Llengües de Surinam
Aquest és un article sobre les llengües de Surinam. La societat de Surinam és una de les més multilingües del món. El neerlandès és l'únic idioma oficial, i és la llengua de l'educació, govern, empresaris i mitjans de comunicació. Més del 50 per cent de la població el parla com a llengua materna, mentre que la major part de la resta ho parlen com a segona o tercera llengua. En 2004, Surinam es va convertir en membre associat de la Unió de la Llengua Neerlandesa. És l'únic país de parla neerlandesa en Amèrica del Sud i l'únic independent fora d'Europa amb aquesta llengua com a oficial.
A Paramaribo, el neerlandès es l'idioma de dues terceres parts de les llars. El reconeixement del "Surinaams Nederlands" ("neerlandès de Surinam") com un natiolect (Dialecte nacional) igual a "Nederlands Nederlands" ("neerlandès neerlandès") o al "Vlaams Nederlands "(" Neerlandès Flamenc") es va expressar en 2009 amb la publicació de la Nederlands Woordenboek Surinaams (Diccionari del neerlandès de Surinam). Només a l'interior de Surinam menys poblat el neerlandès és menys utilitzat.
El sranan tongo, una llengua local criolla parlada originalment per un grup de la població criolla, i actualment per més d'un terç dels habitants, és l'idioma més utilitzat als carrers i intercanviable sovint amb el neerlandès, depenent de la formalitat de l'ocasió.
L'hindi de Surinam o sarnami, un dialecte del bhojpuri, és el tercer idioma més utilitzat, parlat pels descendents de treballadors amb contracte d'Àsia. El javanès és utilitzat pels descendents dels treballadors subcontractats de Java. Els idiomes dels negres cimarrons, són una mica intel·ligibles amb el sranan tongo, inclouen el saramacca, paramakan, ndyuka, aukan, kwinti i patawai. Les llengües ameríndies, parlades pels indígenes, són el carib i arawak. El hakka i xinès cantonès són parlades pels descendents dels treballadors subcontractats xinesos (koelie, coolí). El xinès mandarí és parlat per uns pocs immigrants xinesos recents. L'anglès, espanyol i portuguès també s'utilitzen. L'espanyol i el portuguès són parlats per residents de països americans i els seus descendents, i a vegades també s'ensenyen a les escoles.
El discurs públic sobre les llengües de Surinam és part d'un debat en curs sobre la identitat nacional del país. Mentre que la llengua neerlandesa és percebuda com un romanent del colonialisme per a alguns, l'ús del popular sranan es va associar amb la política nacionalista després del seu ús públic pel exdictador Desi Bouterse en la dècada de 1980, que alguns dels grups de descendents d'esclaus escapolits poguessin no veure bé. Alguns proposen canviar l'idioma nacional a l'anglès, a fi de millorar els vincles amb alguns països del Carib i Amèrica del Nord, o a l'espanyol, com una picada d'ullet a la ubicació de Surinam a Sud-amèrica i Amèrica, encara que no tingui veïns que parlin espanyol.

## Llengües i parlants
| Idiomes parlats per llar a Surinam, 2012                                    | Idiomes parlats per llar a Surinam, 2012 | Idiomes parlats per llar a Surinam, 2012 | Idiomes parlats per llar a Surinam, 2012 | Idiomes parlats per llar a Surinam, 2012 | Idiomes parlats per llar a Surinam, 2012 | Idiomes parlats per llar a Surinam, 2012 |
| Llengua                                                                     | Idioma més parlat a la llar              | Idioma més parlat a la llar              | Parlants com a segona llengua            | Parlants com a segona llengua            | Total de parlants                        | Total de parlants                        |
| --------------------------------------------------------------------------- | ---------------------------------------- | ---------------------------------------- | ---------------------------------------- | ---------------------------------------- | ---------------------------------------- | ---------------------------------------- |
|                                                                             | Nombre                                   | %                                        | Nombre                                   | %                                        | Nombre                                   | %                                        |
| Neerlandès                                                                  | 69.715                                   | 49,7                                     | 33.883                                   | 24,1                                     | 103.598                                  | 73,8                                     |
| Sranan tongo                                                                | 11.802                                   | 8,4                                      | 50.143                                   | 35,7                                     | 61.945                                   | 44,1                                     |
| Sarnami Hinduestani                                                         | 19.830                                   | 14,1                                     | 10.758                                   | 7,7                                      | 30.588                                   | 21,8                                     |
| Parles cimarrones                                                           | 21.699                                   | 15,5                                     | 3.508                                    | 2,5                                      | 25.207                                   | 18,0                                     |
| Javanès                                                                     | 5.531                                    | 3,9                                      | 7.436                                    | 5,3                                      | 12.967                                   | 9,2                                      |
| Altres llengües                                                             | 8.597                                    | 6,1                                      | 5.693                                    | 4,1                                      | 14.290                                   | 10,2                                     |
| Sense segona llengua oficial                                                | -                                        | -                                        | 25.163                                   | 17,9                                     |                                          |                                          |
| Desconegut                                                                  | 3.193                                    | 2,3                                      | 3.783                                    | 2,7                                      |                                          |                                          |
| Total                                                                       | 140.367                                  | 100,0                                    | 140.367                                  | 100,0                                    |                                          |                                          |
| Idiomes parlats per llar a Surinam, 2012 Algemeen Bureau voor de Statistiek |                                          |                                          |                                          |                                          |                                          |                                          |